# 5227 Bocacara
5227 Bocacara eller 1986 PE är en asteroid i huvudbältet som upptäcktes den 4 augusti 1986 av International Near-Earth Asteroid Survey (INAS) vid Palomar-observatoriet. Den är uppkallad efter den spanska byn Bocacara.
Asteroiden har en diameter på ungefär 5 kilometer.